# توالی‌یابی به روش سنگر
توالی‌یابی سنگر یکی از روش‌های توالی‌یابی دی ان ای بر پایه خاتمه رشته دی اکسی نوكلئوتايد توسط دی ان ای پلیمراز در فرایند همانندسازی دی ان ای است که شرکت Applied Biosystems برای اولین بار تجاری کرد. فردریک سنگر و همکارانش در سال ۱۹۷۷ این روش را ابداع کردند و پرکاربردترین روش برای تقریباً ۳۹ سال است. اخیراً توالی‌یابی به روش « (NGS) توالی یابی نسل بعدی» جایگزین توالی‌یابی به روش سنگر برای حجم بالاتر و تحلیل ژنوم خودکار شده‌است. اما روش سنگر کماکان کاربرد زیادی در پروژه‌های کوچکتر، درستی‌سنجی نتایج توالی یابی نسل بعدی دارد.

روش توالی‌یابی سنگر (خاتمه زنجیره) برای دی‌ان‌ای.

## روش
روش قدیمی خاتمه زنجیره دی ان ای نیاز به یک دی‌ان‌ای تک‌رشته‌ای، یک دی‌ان‌ای پرایمر، دی‌ان‌ای پلیمراز، دی‌اکسی‌نوکلئوتیدتری‌فسفات (dNTPها) و دی‌دی‌اکسی‌نوکلئوتیدتری‌فسفات تغییریافته دارد که دومی باعث می‌شود رشته دی‌ان‌ای طولانی نشود. این نوکلئوتایدهای خاتمه‌بخش یک گروه ۳'-OH که برای تشکیل پیوند فسفدیسیته بین دو نوکلئوتاید مورد نیاز است را کم دارند که سبب می‌شود دی‌ان‌ای پلیمراز پس از استفاده از ddNTP تکثیر را متوقف کند. این ddNTPs ممکن است به صورت رادیواکتیو یا فلئورسانت برای تشخیص در ماشین‌های خودکار برچسب‌گذاری شوند.
نمونه دی‌ان‌ای به چهار واکنش مجزا نقسیم می‌شود که هر چهار دئوکسی‌نوکلئوتاید نرمال (dATP, dGTP, dCTP and dTTP) و دی‌ان‌ای پلیمراز را دارد. در هر واکنش تنها یکی از دیدئوکسی‌نوکلئوتایدها(ddATP, ddGTP, ddCTP, or ddTTP) و باقی از نوکلئوتایدهای عادی افزوده می‌شود. دیدئوکسی‌نوکلئوتاید افزوده شده باید ۰٫۰۱ غلظت دئوکسی‌نوکلئوتاید متناظر را داشته باشد تا هم تعداد بخش‌های مناسبی از تمامی رشته تولید شود.[۲]
به بیان دیگر ۴ واکنش برای آزمون هر چهار ddNTP نیاز است. پس از آن بخش‌های دی‌ان‌ای حاصل حرارت دِناتوره می‌شوند و براساس اندازه توسط ژل پلی آکریل آمید-اوره جدا می‌شوند.

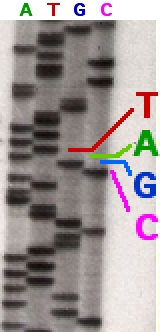
بخشی از یک توالی‌یابی برچسب گذاری شده رادیواکتیوی

در تصویر راست، فیلم اشعه ایکس به ژل تابانده شده‌است و نقاط سیاه بیانگر قسمت‌های دی‌ان‌ای با اندازه مختلف هستند. هر خط سیاه بیانگر بخشی از دی‌ان‌ای است که به علت قرارگیری دیدئوکسی‌نوکلئوتایدها(ddATP, ddGTP, ddCTP, or ddTTP) به اتمام رسیده است. از مکان نسبی نوارهای مختلف می‌توان برای خواندن رشته دی‌ان‌ای استفاده کرد.

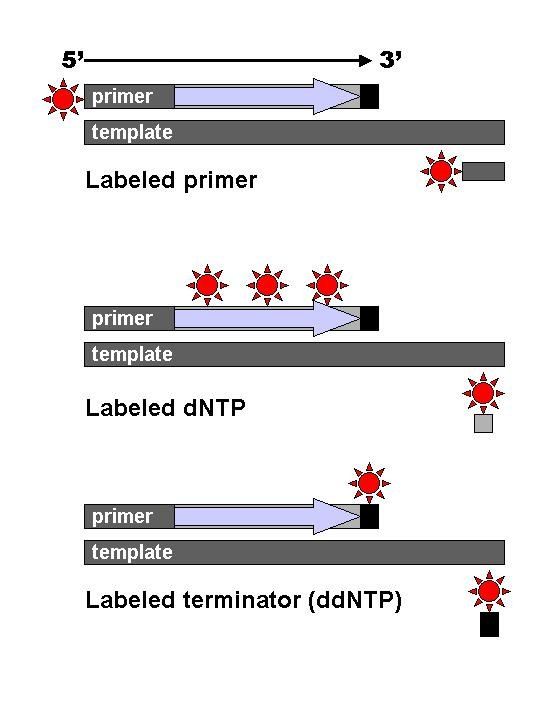
قطعات DNA با برچسب رادیواکتیو یا فلورسنت روی پرایمر (۱) در DNA جدید رشته با برچسب dNTP یا با یک برچسب ddNTP.

گونه‌های محتلف توالی‌یاب‌های خاتمه زنجیره‌ای شامل برچسب زدن با نوکلئوتید حاوی فسفر رادیو اکتیو برای برچسب‌گذاری ایزوتوپی یا با استفاده از پرایمر نشاندار در سر ۵' با رنگ فلورسنت هستند. پرایمر رنگی امکان تعیین توالی در یک سیستم نوری به صورت سریع تر و مقرون به صرفه تر را فراهم می‌آورد. لروی هود و همکاران بهبود بعدی را را در ddNTPsهای برچسب‌گذاری شده داده و آغازگر مرحله توالی‌یابی با توان بالا و خودکار بودند. در این روش در ابتدا از مواد رادیو اکتیو استفاده می‌شد و بعدها شرکت فارمسیا (سوئد) در دستگاه تعیین توالی نیمه اتوماتیک ALF از تک رنگفلوئورسین (Fluorescein) و در دستگاه ALF Express از رنگ CY5 استفاده کرد. در هر دو دستگاه لازم بود نمونه‌ها درچهار خانه جداگانه ریخته شود و جداسازی با استفاده از ژل اکریل آمید انجام می‌شد. در این آدرس نرم افزار تحت وب ساده ای وجود دارد که با گرفتن یک توالی نوکلئوتیدی، ژل الکتروفورز حاصل از واکنش سنگر را  شبیه سازی می کند که به درک بهتر تفسیر ژل کمک می کند

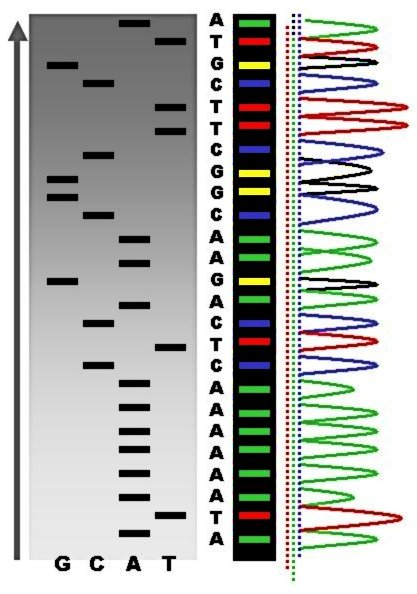
مقایسه پلکان رشته رادیواکتیوی و قله‌های فلئوروسانتی

روش‌های خاتمه رشته توالی‌یابی دی‌ان‌ای را ساده‌تر کرده‌اند. برای مثال، کیت‌های خاتمه رشته‌ای به صورت اقتصادی در دسترس هستند و شامل معرف‌های مورد نیاز برای توالی‌یابی به صورت از پیش تعیین شده و آماده استفاده هستند. محدودیت‌ها شامل اتصال نامشخص پرایمر به رشته دی‌ان‌ای است که سبب تأثیر بر دقیق خواندن رشته می‌شود و ساختار دوم دی‌ان‌ای بر صحت رشته تأثیر می‌گذارد.

### توالی رنگی خاتمه‌ای

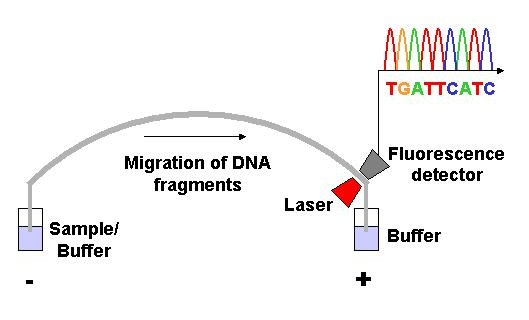
الکتروفورز مویرگی

توالی رنگی خاتمه‌ای از برچسب‌گذاری خاتمه‌ای رشته ddNTPs استفاده می‌کند که توالی‌یابی را در یک واکنش امکان‌پذیر می‌کند. در این نوع توالی‌یابی هر یک از خاتمه دهنده‌های رشته توسط یک رنگ فلئورسنت برچسب گذاری شده‌اند که نور در [ طول موج]های مختلف ساطع می‌کنند.

## چالش‌ها
در تعیین توالی زنجیره دی‌ان‌ای چالش‌هایی نیز وجود دارد که از جمله آن‌ها می‌توان به کیفیت پایین داده‌های به دست آمده در ۱۵ تا ۴۰ باز ابتدای قطعه مورد نظر و همچنین پس از باز۷۰۰ تا ۹۰۰ اشاره کرد. اگرچه نرم‌افزارهای شناسایی توالی به‌طور معمول در پیرایش نتایج این نواحی کمک می‌کند. در مواردی که قطعات دی‌ان‌ای قبل از تعیین توالی کپی شود، توالی به دست آمده ممکن است شامل بخش‌هایی از ناقل همسانه سازی نیز باشد که برای شناسایی شروع توالی قطعه مورد نظر استفاده می‌شود. یعنی بعد از خاتمه توالی مربوط به ناقل ژنی، توالی ژن یا قطعه مورد توالی یابی قابل خواندن بود.
امروزه از محصول مستقیم PRC برای تعیین توالی استفاده می‌شود و نیازی به کلون کردن قطعه مورد نظر نیست زیرا اینکار خود به تنهایی زمان زیادی را طلب می‌کند. در این روش از تعیین توالی در هنگام سنتز استفاده می‌شود که در آن‌ها ازهمسانه سازی استفاده نمی‌شود. از سوی دیگر؛ اخیراً روش‌های تعیین توالی یک مرحله‌ای (ترکیب تکثیر وتعیین توالی) نیز معرفی شده‌است که تعیین توالی سریع ژن مورد نظر بدون نیاز به همسانه سازی یا تکثیر قبلی را فراهم می‌سازد. روش‌های کنونی می‌تواند به‌طور مستقیم فقط قطعاتنسبتاً کوتاه دی‌ان ای را در یک واکنش، تعیین توالی نماید. مانع اصلی برای تعیین توالی قطعات بزرگ‌تر توان ناکافی برای جداسازی قطعات بزرگ در هنگام الکتروفورز است که لازم است به گونه‌ای از هم جدا شوند که تفکیک در حد یک نوکلئوتید میسر باشد. در تمامی موارد استفاده از آغازگر با انتهای ´3 آزاد ضروری است.
تجهیزات خودکار تعیین توالی DNA Sequencer) DNA) تا حدی پیشرفت کرده‌است که امروزه می‌توانند تا ۳۸۴ نمونه دی‌ان‌ای در یک سری واکنش و تا ۲۴ سری واکنش در روز را، تعیین توالی نمایند. روش کار در این دستگاه‌ها به ترتیب عبارتست از الکتروفورز مویین برای جداسازی بر اساس طول قطعه، تشخیص و ثبت رنگ فلورسانس و در نهایت تولید داده. تکثیر قطعه مورد نظر، خالص سازی و تعلیق دوباره در محلول بافر قبل از ورود به دستگاه به صورت جداگانه صورت می‌پذیرد. تعدادی نرم‌افزار تجاری و غیر تجاری قادر به پیرایش توالی کم کیفیت دی ان ای به‌طور خودکار است. این برنامه‌ها به کیفیت هر نگاره نمره می‌دهد و نگاره‌های کم کیفیت (که به‌طور معمول در انتهای توالی قرار دارد) را حذف می‌کند. هر چند دقت الگوریتم کمتر از دقت یک مشاهده گراست، اما برای پردازش خودکار اطلاعات توالی‌های بزرگ کافی است. برای تعیین توالی قطعات بسیار بزرگ دی‌ان‌ای مانند تمام کروموزوم‌ها، روش‌های تعیین توالی در مقیاس بزرگ کمک‌کننده است. این روش‌ها برای تعیین توالی تعداد زیادی ازقطعات کوچک دی‌ان‌ای مانند «نمایش فاژی» نیز کاربرد دارد.
برای قطعات طولانی مانند کروموزوم‌ها، از روش‌هایی مانند برش با آنزیم‌های محدودگر یا نیروهای مکانیکی استفاده می‌شود و قطعات بزرگ به تکه‌های کوتاه‌تر تبدیل می‌شود. دی‌ان‌ای قطعه قطعه شده در یک حامل دی‌ان‌ای کلون شده و در باکتری اشرشیاکلی (Escherichia coli) تکثیر می‌شود. سپس قطعات کوتاه از کلونی‌های باکتریایی تخلیص و به صورت جداگانه تعیین توالی می‌شود. توالی‌های به دست آمده به صورت الکترونیکی با استفاده ازقسمت‌های هم پوشان به صورت یک قطعه طولانی و توالی پیوسته سرهم می‌شود.
این روش نیازی به هیچ گونه اطلاعات اولیه در مورد توالی مورد نظر ندارد و به عنوان تعیین توالی de novo از آن نام برده می‌شود. هر گونه فاصله در توالی به دست آمده رامی توان از طریق بررسی آغازگرهای متعدد و در کنار هم تکمیل کرد. راه کارهای مختلف، تفاوت‌هایی در سرعت و دقت دارد. روش shotgun معمولاً برای تعیین توالی ژنوم‌های بزرگ استفاده می‌شود؛ اما سرهم کردن قطعات در آن به خصوص در مورد توالی‌های تکراری، پیچیده و مشکل است و اغلب باعث ایجاد فاصله‌هایی در ژنوم سرهم شده می‌شود.
اکثر روش‌های تعیین توالی به دلیل این که از حساسیت کافی برای تعیین توالی یک مولکول برخوردار نیستند، از همسان‌سازی به روش در زیوه در مرحله تکثیرمولکول دی‌ان‌ای استفاده می‌کنند. روش دیگری که برای تکثیر کلونال در شرایط درون شیشه‌ای استفاده می‌شود تشکیل پل نام دارد. در این روش قطعات توسط آغازگرهای متصل به سطح جامد تکثیر می‌شود. داده‌های به دست آمده در این روش به کمک پردازشگر آنالیز ژنوم ایلومینا تجزیه و تحلیل می‌شود. روش‌های تک مولکولی مانند روش‌های ایجاد شده توسط آزمایشگاه Stephen Quake'sجزء موارد استثنایی در این زمینه است. در این روش از فلوئوروفور های روشن و تحریک با لیزر برای تشخیص توالی مولکولDNA که به سطح ثابت متصل شده، بدون نیاز به تکثیر مولکولی استفاده می‌شود.